# کارمزدی (فیلم ۱۹۷۱)
کارمزدی (انگلیسی: Freelance) یک فیلم است که در سال ۱۹۷۱ منتشر شد. از بازیگران آن می‌توان به ایان مک‌شین اشاره کرد.